# 1997 في الصومال
فيما يلي قائمة بالأحداث التي وقعت خلال عام 1997 في الصومال.

## السياسة
- الرئيس: علي مهدي محمد

## الأحداث

### نوفمبر
- 5 نوفمبر - الصليب الأحمر يساعد ضحايا الفيضانات في الصومال. [1]
- 13 نوفمبر - ارتفع عدد الوفيات جراء الفيضانات في الصومال إلى 500. [2]
- 14 نوفمبر - لقي 125 شخصًا آخرون مصرعهم جراء الفيضانات في الصومال. [3]
- 17 نوفمبر - وصل عدد الوفيات جراء الفيضانات في الصومال إلى 2000 شخص. [4]
- 23 نوفمبر - ألقيت مساعدات غذائية في جنوب الصومال لمساعدة ضحايا الفيضانات. [5]

### ديسمبر
- 2 ديسمبر - ذكر تقرير عن الفيضانات الصومالية أن عشرات الآلاف يكافحون من أجل البقاء وأن الناس بالكاد يحصلون على أي مساعدة. [6]
- 3 ديسمبر - فيضان الصومال عام 1997
  - الفيضانات تخلق جوا من حالة الذعر في الصومال كونها تهدد حياة الآلاف.[7]
  - الفيضانات تؤثر سلبا على أكثر من مليون شخص.[8]
- 5 ديسمبر - وصول طائرات هليكوبتر تابعة للأمم المتحدة لمساعدة الصومال خلال الفيضانات.[9]
- 15 ديسمبر - انحسار الفيضانات مع حصول المزيد من الناس على المساعدة الطارئة.[10]
- 22 ديسمبر - بعد الفيضانات، منظمات الإغاثة في الصومال تبدي قلقها من تفشي الكوليرا.[11]
- 25 ديسمبر - وقع حسين محمد عيديد والرئيس السابق علي مهدي محمد اتفاقية لتقاسم السلطة وبحث تشكيل أول حكومة مركزية في الصومال بعد انهيار النظام وذلك خلال شهرين فقط.[12]
- 26 ديسمبر - الرئيس المصري حسني مبارك يؤكد لقادة الفصائل الصومالية المتواجدة في القاهرة حرصه على المساعدة في إعادة بناء الصومال.[13]